# Kreisarchiv Ludwigsburg
Das Kreisarchiv Ludwigsburg wurde 1978 gegründet und bewahrt die historische Überlieferung des Landkreises Ludwigsburg. Es archiviert Unterlagen der Kreisverwaltung, kreiseigener Einrichtungen sowie privater Nachlässe und ergänzt diese durch Sammlungen zur Regionalgeschichte. Es steht unter der Leitung von Wolfram Berner.

## Aufgaben
Das Kreisarchiv Ludwigsburg übernimmt zentrale Aufgaben zur Sicherung und Vermittlung der regionalen Geschichte. Eine Kernaufgabe ist die Bewertung und Archivierung von Schriftgut der Kreisverwaltung, ergänzt durch den Aufbau und die Pflege von Sammlungen zur Kreisgeschichte, darunter Fotografien, Karten, Plakate und Zeitungen. Darüber hinaus bietet das Archiv Beratung für die Kreisgemeinden in archivfachlichen und registraturbezogenen Fragen. Es fördert die Heimatpflege, indem es die Erforschung und Darstellung der Geschichte des Landkreises aktiv unterstützt. Bildungsarbeit, beispielsweise durch Vorträge und Publikationen, sowie die enge Zusammenarbeit mit Geschichtsvereinen, darunter die Schriftleitung der „Ludwigsburger Geschichtsblätter“, gehören ebenfalls zum Aufgabenfeld des Archivs.

## Bestand und Nutzung
Das Archiv verfügt über umfangreiche Bestände, darunter Akten der ehemaligen Oberämter und Landratsämter Vaihingen und Ludwigsburg, Amtsversammlungsprotokolle, Hauptbücher sowie Nachlässe und Deposita. Ergänzt werden diese durch Sammlungen von Postkarten, Fotos, Karten, Plänen, Plakaten und Zeitungen. Eine Archivbibliothek mit etwa 2.000 Bänden zur Geschichte des Kreisgebiets steht ebenfalls zur Verfügung.

## Publikationen
- Von Ort zu Ort. Kleindenkmale im Landkreis Ludwigsburg. Eigenverlag des Landkreises Ludwigsburg, 2008, ISBN 978-3-925733-04-8.
- Die Eingliederung der Vertriebenen im Landkreis Ludwigsburg. Eigenverlag des Landkreises Ludwigsburg, 1985, ISBN 3-925733-00-0.
- Der Landkreis Ludwigsburg in alten Luftaufnahmen. Städte und Gemeinden in den 20er und 30er Jahren. Eigenverlag des Landkreises Ludwigsburg, 1988, ISBN 3-925733-01-9.
- Vor- und Frühgeschichte im Kreis Ludwigsburg. Eigenverlag des Landkreises Ludwigsburg, 1993, ISBN 3-925733-02-7.
- Die ehemaligen Lateinschulen im Kreis Ludwigsburg. Ihre Geschichte bis zum Beginn des 19. Jahrhunderts. Eigenverlag des Landkreises Ludwigsburg, 1995, ISBN 3-925733-03-5.
- Die Mühlen im Landkreis Ludwigsburg. Verlag Manfred Hennecke, 1999, ISBN 3-927981-63-X.